# Franjo Beslic
 (mars 2012).
Franjo Beslic, né le 24 juin 1941 à Zenica en Bosnie-Herzégovine, est un peintre et sculpteur yougoslave. Peintre technique mixte. Post-cubiste, puis abstrait-géométrique.

## Principales expositions personnelles
- Galerie Tillot, Dijon - 1980
- Mairie de Chenôve, - 1987
- Galerie Grahn à Mönchengladbach (Allemagne) 2002
- Atelier d’Estienne Espace d'art contemporain du Pays de Lorient Pont-Scorff-Morbihan 2003}

## Principales expositions de groupe
- Exposition internationale de sculpture - Le Vaudreuil ville nouvelle - Eure- 1979
- 2e Biennale Internationale et Contemporaine de Brest - 1981
- Salon, 2em Convergence Jeune Expression - au Grand Palais à Paris - 1982
- Festival International d'Art Contemporain (F.A.C.I.) Clermont- Ferrand - 1986
- Exposition internationale de sculpture contemporaine à Colliure - 1988 - 1989
- Salon d'Art Contemporain "Grands et Jeunes d'Aujourd'hui" au Grand Palais, Paris, - 1985-1990
- Musée d'Art Moderne, Belgrad (Yougoslavie) - acquisition d'une œuvre, ("Sans titre" 1980, 81 × 65 cm acrylique sur toile) - 1992

## Réalisations de sculptures monumentales

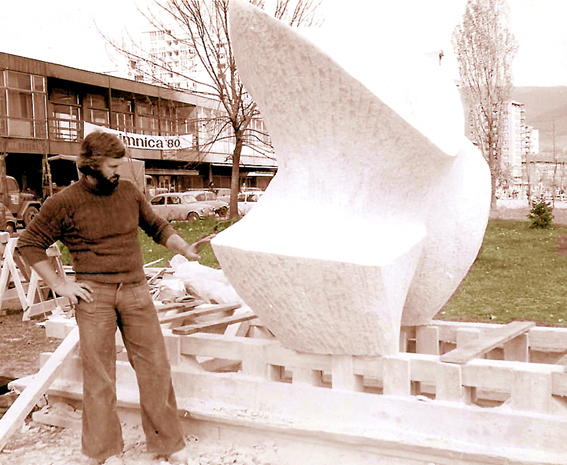
Beslic devant le stade de football Bilino Polje,, Zenica (Bosnie), commande de la ville, 1981.

- Capljina (Herzegovine) : Sculpture en pierre calcaire, commande de la ville de Capljina 1,20 × 1,70 × 0,90 m - 1978
- Capljina (Herzegovine) : Sculpture en pierre calcaire 2,50 × 2 × 1,60 m - 1976
- Talant : sculpture en fonte d’aluminium pour l'école publique maternelle Célestin Freinet Hauteur 1,80 × 0,90 × 0,90 m (« 1 % ») - 1979
- Zenica (Bosnie) : Sculpture en pierre calcaire commande de la ville de Zenica 2,80 × 3,20 × 1,80 m - 1981
- Dijon : sculpture fonte d’aluminium  Crématorium de la ville de Dijon, 2,80 × 0,60 × 0,60 m - 1980
- Dijon : sculpture en pierre calcaire, Monument de la France libre au square du 18 juin. 7 × 4 × 3,50 m - 1982
- Chenôve : sculpture acier soudée pour l’école Les Violettes  Hauteur 4m × 5m. (commande de l’état « 1 % ») - 1985
- Chenôve : sculpture de l’aluminium soudée pour Groupe Scolaire Gambetta, Hauteur 3 × 2 × 0,90 m (commande de l’état « 1 % ») - 1987

## Prix et Décorations

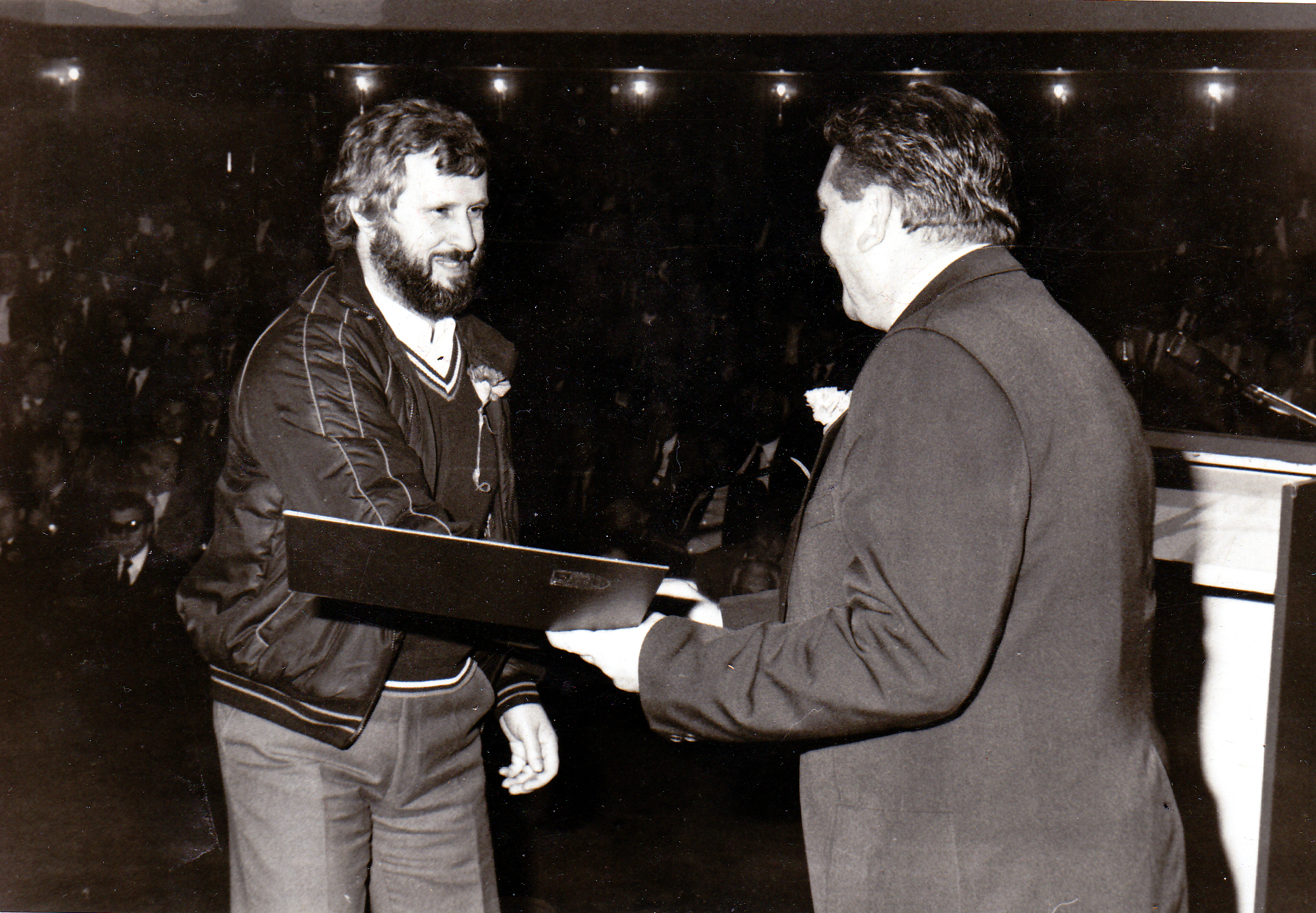
Franjo Beslic reçoit le prix de sculpture par Nikola Mirkovic le maire de la ville de Zenica (Bosnie) 1981.

- Franjo Beslic a reçu le prix de sculpture de la ville de Zenica (Bosnie) en 1981.

### Filmographie
- Portrait du sculpteur yougoslave Franjo Beslic, documentaire de treize minutes, FR3, 7 février 1980, 19 h 40, réalisateur Georges Martin. Rediffusion 8 février 1980, 13 h 35, sur TF1 et A2